# Saint-Pierre-d'Oléron

Saint-Pierre-d'Oléron este o comună în departamentul Charente-Maritime, Franța. În 1 ianuarie 2022 avea o populație de 6.665 de locuitori.